# Aulo Cornelio Celso
Aulo Cornelio Celso (en latín, Aulus Cornelius Celsus; ca. 25 a. C.-50 d. C.) fue un enciclopedista romano, escritor agronómico o geopónico, y, tal vez, médico, aunque no hay evidencias concluyentes al respecto, nacido probablemente en la Galia Narbonense.

## Biografía
Celso venía de una familia distinguida; se conocen muy pocos detalles concretos sobre su vida, pero parece completamente cierto que vivió en la época del emperador Augusto (desde el fin del siglo I a. C. hasta comienzos del siglo I d.& C.). Según algunos habría nacido en Verona el 29 a. C. y habría fallecido el 37 d. C.; más general es la opinión de que nació en la Narbonense, alrededor del *25 aC, y murió en el 50 d. C.. Su prestigio fue tal que fue llamado "el Hipócrates latino" y "el Cicerón de la medicina", refiriéndose en cada caso a sus méritos como médico y como escritor. Redactó un De Artibus, obra hoy desaparecida en su mayor parte que cubría dominios tan variados y de forma tan extensa que se la ha adscrito al género denominado enciclopedia.

## Obra
Su único trabajo conservado en la actualidad, los ocho libros De Medicina, constituyen la única sección que se conserva de una enciclopedia mucho más vasta titulada De Artibus / Sobre las artes, dividida en al menos siete secciones: Agricultura, Veterinaria, Derecho, Arte militar, Filosofía, Historia y Medicina; otros añaden además la Retórica y suprimen la Historia; el caso es que Quintiliano valoraba sobre todo las partes referentes a la agricultura, el arte militar y la medicina. Todas se perdieron salvo la última, y de las otras solo quedan algunos contenidos asumidos por otros autores, en especial lo tocante a la agricultura. Es fuente primaria de temas como dieta, farmacia, cirugía y otros temas relacionados. El De medicina es además considerado como uno de los mejores registros sobre el saber de la antigua escuela de medicina alejandrina.
La obra enciclopédica entera desapareció durante toda la Edad Media, hasta que a comienzos del siglo XV, en Italia, Guarino de Verona o da Verona redescubrió en 1426 los libros de tema médico y volvieron a circular copias del texto. Fue la primera obra médica antigua en ser impresa (Venecia 1478) y, ya desde antes, cuando circulaba manuscrito, se convirtió en objeto de veneración por médicos y no médicos humanistas del Renacimiento, quienes valoraron sobre todo la pureza de su estilo latino y la precisión de sus doctrinas médicas. Fue la de "escritor elegante" la fórmula más empleada para designarlo desde la época del César Augusto. Pero, además de su influjo como autor en medicina, la parte de su enciclopedia que trataba sobre agricultura inspiró parte del De re rustica de Columela, como este mismo declara, si bien no se ha conservado sino a través de lo que en esta obra se tomó de él, que fue bastante, según Plinio el Joven.

## De Medicina

In hoc volumine haec continentur. Aurelii Cornelii Celsii Medicinae libri. 8. quam emendatissimi, Graecis etiam omnibus dictionibus restitutis. Quinti Sereni Liber de medicina et ipse castigatiss. Accedit index in Celsum, et Serenum sane quam copiosus.

De los numerosos volúmenes de la enciclopedia, solamente uno ha llegado intacto al presente, su célebre tratado sobre medicina (De Medicina). "La distribución enciclopédica de la obra sigue la división tripartita de la medicina en su época establecida por Hipócrates y Asclepio: Dieta, Farmacología y Cirugía."
Se divide en ocho libros.
- 1. Historia de la medicina
- 2. Patología General
- 3. Enfermedades específicas
- 4. Partes del cuerpo
- 5 y 6. Farmacología
- 7. Cirugía
- 8. Tratamiento de huesos: fracturas y ortopedia

En la introducción de "De Medicina" hay una discusión temprana de la relevancia de la teoría a la práctica médica y los pros y los contras de experimentación animal y con seres humanos.